# Гагрский хребет
Га́грский хребе́т (также Га́гринский хребет) — горный хребет в Абхазии. Расположен между реками Псоу и Бзыбь, на южных склонах Большого Кавказа. Высочайшая точка — гора Агепста (3 256 м). Отрог хребта у города Гагра вплотную подходит к Чёрному морю.
Сложен преимущественно известняками, которые прорезаны реками Жвава-Квара, Юпшара и др. Их русла образуют глубокие каньонообразные долины; развиты карстовые явления, в том числе, многочисленные пещеры. Нижние склоны хребта покрыты широколиственными и хвойными лесами, выше находятся субальпийские и альпийские луга. По долинам рек Бзыбь, Юпшара и Гега, вдоль хребта, проходит автомобильная дорога к озеру Рица.

## Пещеры
Множество пещер открыто и исследовано спелеологами на Гагрском хребте, в массивах Арабика и Ачибах, три из них являются одними из самых глубоких на Земле:
1. Пещера Верёвкина (глубина 2204 м)[5].
2. Пещерная система Крубера-Воронья-Арабикская (суммарная глубина 2199 м)[6].
3. Пещера Сарма (глубина 1830 м)[7].

Решающая доля выполненных тяжёлых работ по поиску и первому исследованию пещерной системы им. В.В. Илюхина и других объектов природы на Гагрском хребте, принадлежит русским и украинским исследователям-профессионалам и любителям.
Списки пещер, карты и прочие подробные сведения находятся на сайте Комиссии спелеологии и карстоведения Русского географического общества (информационно-поисковая система «Пещеры», раздел «Поиск пещер»), а также на сайтах различных спелеоклубов.